# Tuturano
Tuturano es una fracción de Bríndisi, capital de la provincia homónima, en Apulia, Italia. En el censo de 2001 se registró una población de 2.956 habitantes.
- Datos: Q4000960

1. ↑  Worldpostalcodes.org, código postal n.º 72020.